# Список вулиць Києва (Я)
Це список вулиць міста Києва, назви яких починаються на літеру Я.
До списку входять усі урбаноніми Києва, що містяться в офіційному довіднику «Вулиці міста Києва», затвердженому 2015 року, а також у міській інформаційно-аналітичній системі забезпечення містобудівної діяльності (МІАС ЗМД) «Містобудівний кадастр Києва», довіднику «Вулиці Києва» 1995 року та атласі «Київ до кожного будинку». Назви вулиць, які відсутні в офіційному довіднику, подані курсивом. Проєктні вулиці, що мають код у кадастрі, але не мають назв, у списку не наведені.
У списку вулиці подані за алфавітом. Назви вулиць на честь людей відсортовані за прізвищем (якщо прізвище відсутнє — за іменем) і подаються у форматі Прізвище Ім'я і/або Посада. Якщо вулиця названа за цілісним псевдонімом, то сортування відбувається за першою літерою псевдоніма або імені, тобто Бориса Тена подано на літеру Б, Ганни Барвінок — на Г, Дзиґи Вертова — на Д, Івана Багряного — на І, Кузьми Скрябіна — на К, Лесі Українки — на Л, Марка Вовчка, Марка Черемшини, Миколи Хвильового і Мирослава Ірчана — на М, Олени Пчілки і Остапа Вишні — на О, Панаса Мирного — на П, Юрія Клена — на Ю, Якуба Коласа, Яна Райніса, Янки Купали і Януша Корчака — на Я. Вулиці, що мають, окрім назви, порядковий номер, відсортовані за власною назвою, наприклад 2-й Левадний провулок на літеру Л. Вулиця Радгосп «Совки» розміщена на літеру С, вулиця Міста Шалетт — на літеру Ш. Назви вулиць, що починаються на число (окрім вулиць, зазначених вище), записані словами і подані на відповідну літеру (Восьмого Березня, Першого Травня тощо).
Вулиці з назвами «Садова» (в тому числі «номерні») і лінії виділені в окремі списки.
Станом на 1 січня 2023 року в Києві 2833 урбаноніми, з них:
| - 2059 вулиць; - 533 провулки; - 77 ліній; - 59 площ і майданів; | - 32 проспекти; - 22 бульвари; - 15 узвозів; | - 12 проїздів; - 11 шосе; - 5 доріг; | - 3 алеї; - 3 набережних; - 2 тупики. |

Колір фону у списку залежить від типу урбаноніма.
Після списку існуючих вулиць наведено список зниклих вулиць (вулиць, які були ліквідовані або включені до інших вулиць протягом XX—XXI століть), а також список попередніх назв вулиць, починаючи з 1800 року. Назви перейменованих вулиць, що починаються на число (окрім вулиць, зазначених вище), записані словами і подані на відповідну літеру (Третього Інтернаціоналу, Дев'ятого Січня, Дванадцятого Грудня, Двадцять П'ятого Жовтня, Сорокаріччя Жовтня, П'ятдесятиріччя Жовтня, Шістдесятиріччя Жовтня тощо).

## Вулиці міста Києва
| Назва                       | Тип   | Колишні назви                                                                  | Район          | Місцевість                      | Рік затв. | Код об'єкта |
| --------------------------- | ----- | ------------------------------------------------------------------------------ | -------------- | ------------------------------- | --------- | ----------- |
| Яблонської Тетяни           | вул.  | Великозалізнична, Землячки                                                     | Солом'янський  | Караваєві дачі                  | 2005      | 11935       |
| Яблочкова                   | пров. |                                                                                | Подільський    | Куренівка                       | 1955      | 11937       |
| Яблунева                    | вул.  | Нова 161-ша                                                                    | Солом'янський  | Совки                           | 1944      | 11938       |
| Яблуневий                   | пров. | Нова вул.                                                                      | Солом'янський  | Совки                           | 1955      | 11939       |
| Яворівський (Зимовий)       | пров. | Зимовий                                                                        | Деснянський    | Куликове                        | 1964      | 10587       |
| Яворницького Дмитра         | вул.  | Крупської, Коллонтай                                                           | Святошинський  | Біличі                          | 2016      | 10723       |
| Ягеллонська                 | вул.  | Мічуріна                                                                       | Деснянський    | Троєщина                        | 2022      | 11075       |
| Ягідна                      | вул.  | Садова                                                                         | Голосіївський  | Китаїв                          | 1955      | 11940       |
| Ягідний                     | пров. | Садовий                                                                        | Голосіївський  | Китаїв                          | 1955      | 11941       |
| Яготинська                  | вул.  | Нова 660-та                                                                    | Печерський     | Чорна гора                      | 1953      | 11942       |
| Якуба Коласа                | вул.  | Нова 17-та + Нова 18-та                                                        | Святошинський  | Перемога, Микільська Борщагівка | 1967      | 11944       |
| Якубенківська               | вул.  | Якубенківський проїзд, Якубенківський пров., Якубенко Катерини вул., Тропініна | Шевченківський | Татарка                         | 2023      | 11704       |
| Якубовських Родини          | пров. |                                                                                | Голосіївський  | Добрий Шлях                     | 2010      | 11945       |
| Ялинкова                    | вул.  | Лісна, Галана Ярослава                                                         | Дарницький     | Червоний хутір                  | 1977      | 11948       |
| Ялинковий                   | пров. |                                                                                | Дарницький     | Бортничі                        |           | 12067       |
| Ялинковий                   | пров. | Нова 359-та вул.                                                               | Дарницький     | Червоний хутір                  | 1953      | 11949       |
| Ялового Михайла             | пров. | Толбухіна                                                                      | Шевченківський | Дехтярі, Нивки                  | 2022      | 11691       |
| Ялтинська                   | вул.  | Кооперативна 3-тя                                                              | Дарницький     | Нова Дарниця                    | 1955      | 11950       |
| Ямська                      | вул.  | Ямська, Батиєва, ім. Петра Кривоноса                                           | Голосіївський  | Нова Забудова                   | 1944      | 11951       |
| Яна Василя                  | вул.  | Новотарасівська                                                                | Голосіївський  | Паньківщина                     | 1976      | 11952       |
| Яна Райніса                 | вул.  |                                                                                | Солом'янський  | Відрадний                       | 1959      | 11953       |
| Янгеля Академіка            | вул.  | Дачна, Польова (част.)                                                         | Солом'янський  | Шулявка, Казенні дачі           | 1981      | 11954       |
| Янки Купали                 | вул.  | Ніжинська, Лукашевича                                                          | Солом'янський  | Чоколівка                       | 1952      | 11955       |
| Яновського Феофіла          | вул.  | Ольгинська 2-га, Заломова Петра                                                | Солом'янський  | Монтажник                       | 2021      | 10554       |
| Янтарна                     | вул.  | Вінницька                                                                      | Святошинський  | Жовтневе                        | 1965      | 11956       |
| Януша Корчака               | вул.  | Нова 865-та, Бауманська, Баумана                                               | Шевченківський | Дехтярі, Нивки                  | 2016      | 10068       |
| Яремчука Назарія            | вул.  | Проектна 12810 + Свято-Георгіївська                                            | Голосіївський  | Віта-Литовська                  | 2017      | 12810       |
| Ярмоли Віктора              | вул.  | Піщана                                                                         | Шевченківський | Шулявка                         | 1984      | 11957       |
| Ярова                       | вул.  | Я́рова, Гаврилюка                                                               | Солом'янський  | Олександрівська слобідка        | 2023      | 10290       |
| Яровий                      | пров. | Овражний                                                                       | Солом'янський  | Батиєва гора                    | 2018      | 12105       |
| Ярополка Святославича Князя | пров. | Нова 613-та вул., Астраханський                                                | Дніпровський   | Стара Дарниця                   | 2022      | 10039       |
| Ярославів Вал               | вул.  | Підвальна, Велика Підвальна, Раковського, Ворошилова, Полупанова               | Шевченківський | Старий Київ                     | 1976      | 11958       |
| Ярославська                 | вул.  |                                                                                | Подільський    | Поділ                           | 1838      | 11959       |
| Ярославський                | пров. | Боричів Тік, Базарний, Фруктовий                                               | Подільський    | Поділ                           | 1955      | 11960       |
| Ясеневий                    | пров. | Нова 246-та вул.                                                               | Печерський     | Бусове поле, Звіринець          | 1953      | 11961       |
| Ясинуватський               | пров. | Лугова 3-тя вул.                                                               | Голосіївський  | Забайків'я                      | 1955      | 11962       |
| Яслинська                   | вул.  |                                                                                | Солом'янський  | Олександрівська слобідка        | 1910-ті   | 11963       |
| Ясна                        | вул.  | Нова 368-ма                                                                    | Солом'янський  | Совки                           | 1944      | 11964       |
| Ясний                       | пров. | Кірова вул., Новий                                                             | Солом'янський  | Совки                           | 1958      | 11965       |
| Ясногірська                 | вул.  | Нова 886-та                                                                    | Шевченківський | Сирець                          | 1953      | 11966       |
| Ященка Леопольда            | пров. | Жуковського Василя                                                             | Голосіївський  | Голосіїв                        | 2022      | 10537       |

## Зниклі вулиці
| Назва           | Тип    | Район          | Місцевість          | Рік зникнення | Примітка                           |
| --------------- | ------ | -------------- | ------------------- | ------------- | ---------------------------------- |
| Ямський         | пров.  |                | Нова Забудова       | 1940-ві       |                                    |
| Яновського Юрія | вул.   | Печерський     | Звіринець           | 1977          | до 1939 року — Монастирська вулиця |
| Ярмаркова       | вул.   | Дарницький     | Микільська слобідка | 1971          |                                    |
| Ярмаркова       | пл.    | Дарницький     | Микільська слобідка | 1971          |                                    |
| Ярмарковий      | пров.  | Дарницький     | Микільська слобідка | 1971          |                                    |
| Ярова           | вул.   | Печерський     | Нова Забудова       | 1980-ті       | тепер промзона                     |
| Ярошівська      | вул.   | Дарницький     | Куликове            | 1980-ті       |                                    |
| Ярошівський     | пров.  | Дарницький     | Куликове            | 1977          |                                    |
| Ясинуватська    | вул.   | Московський    | Забайків'я          | 1980-ті       |                                    |
| Ясинуватський   | проїзд | Московський    | Забайків'я          | 1980-ті       |                                    |
| Ясногородський  | пров.  | Шевченківський | Куренівка           | 1978          |                                    |

## Перейменовані вулиці
| Стара назва          | Нова назва          | Район          | Дата перейменування | Сучасна назва       |
| -------------------- | ------------------- | -------------- | ------------------- | ------------------- |
| Яблочкова            | Бута Павла Гетьмана | Подільський    | 2022                | Бута Павла Гетьмана |
| Яблунева             | Білика Івана        | Солом'янський  | 2019                | Білика Івана        |
| Ягідна               | Павленка Генерала   | Солом'янський  | 2019                | Павленка Генерала   |
| Ягідний пров.        | Чурай Марусі пров.  | Солом'янський  | 2019                | Чурай Марусі пров.  |
| Якіра                | Деревлянська        | Шевченківський | 2016                | Деревлянська        |
| Якубенківський пров. | Репіна пров.        | Молотовський   | 1939                | ліквідовано         |
| Якубенківський пров. | Репінський пров.    | Молотовський   | 1944                | ліквідовано         |
| Якубенківський пров. | Нагірний тупик      | Молотовський   | 1952                | ліквідовано         |
| Якубенківський пров. | Тропініна           | Молотовський   | 1955                | Тропініна           |
| Якубовського Маршала | Героїв Маріуполя    | Голосіївський  | 2022                | Героїв Маріуполя    |
| Якутська             | Бунґе Родини        | Святошинський  | 2022                | Бунґе Родини        |
| Ямпільська           | Монтажників         | Московський    | 1961                | Монтажників         |
| Ямпільська           | Кіровоградська      | Московський    | 1959                | Брожка Володимира   |
| Яновського           | Яновського Юрія     | Печерський     | 1958                | ліквідовано         |
| Янтарна              | Дерегуса Михайла    | Солом'янський  | 2019                | Дерегуса Михайла    |
| Ярова                | Луганська           | Кагановичський | 1955                | Луганська           |
| Ярова                | Луганська           | Залізничний    | 1957                | Гаврилюка           |
| Яснопольська         | Яновського (пров.)  | Печерський     | 1955                | ліквідовано         |
| Яснопольський зав.   | Долинний зав.       | Кіровський     | 1940                | ?                   |
| Яснополянська        | Чурюмова Клима      | Святошинський  | 2022                | Чурюмова Клима      |